# Sonbhadra (dystrykt)
Sonbhadra (dystrykt) – dystrykt w stanie Uttar Pradesh w Indiach.